# Baras jezik
Baras jezik (ende; ISO 639-3: brs), austronezijski jezik uže celebeske skupine koji se govori u indonezijskoj provinciji Sulawesi Selatan. Govori ga oko 250 ljudi (1987 SIL) u nekoliko sela između rijeka Lariang i Budong-Budong, od kojih je najvažnije Desa Baras.
S još sedam jezika pripada podskupini kaili. Etnička grupa: Baras.

## Vanjske poveznice
- Ethnologue (14th)
- Ethnologue (15th)